# Borso del Grappa
Borso del Grappa ist eine nordostitalienische Gemeinde (comune) mit 5931 Einwohnern (Stand 31. Dezember 2023) in der Provinz Treviso in Venetien. Die Gemeinde liegt etwa 38,5 Kilometer nordwestlich von Treviso und ist als westlichste Gemeinde der Provinz Teil der Comunità Montana del Grappa. Borso del Grappa grenzt unmittelbar an die Provinz Vicenza. 